# Kamen Złatkow
Kamen Złatkow (bułg. Камен Златков; ur. 9 sierpnia 1997 w Sofii) – bułgarski narciarz alpejski, olimpijczyk z Pjongczangu 2018 i z Pekinu 2022.

## Osiągnięcia

### Igrzyska olimpijskie
| Dzień     | Rok  | Miejscowość | Konkurencja   | Czas biegu | Strata | Miejsce |
| --------- | ---- | ----------- | ------------- | ---------- | ------ | ------- |
| 18 lutego | 2018 | Pjongczang  | Slalom gigant | DNF        | DNF    | DNF     |
| 22 lutego | 2018 | Pjongczang  | Slalom        | DNF        | DNF    | DNF     |
| 16 lutego | 2022 | Pekin       | Slalom        | DNF        | DNF    | DNF     |

### Mistrzostwa świata
| Rok  | Miejscowość       | Konkurencja   | Czas biegu | Miejsce |
| ---- | ----------------- | ------------- | ---------- | ------- |
| 2017 | Sankt Moritz      | Slalom        | 1:40.75    | 36.     |
| 2017 | Sankt Moritz      | Slalom gigant | DNF        | DNF     |
| 2019 | Åre               | Slalom        | DNF        | DNF     |
| 2021 | Cortina d’Ampezzo | Slalom        | DNF        | DNF     |
| 2021 | Cortina d’Ampezzo | Slalom gigant | DNF        | DNF     |